# Марши смерти в период нацизма

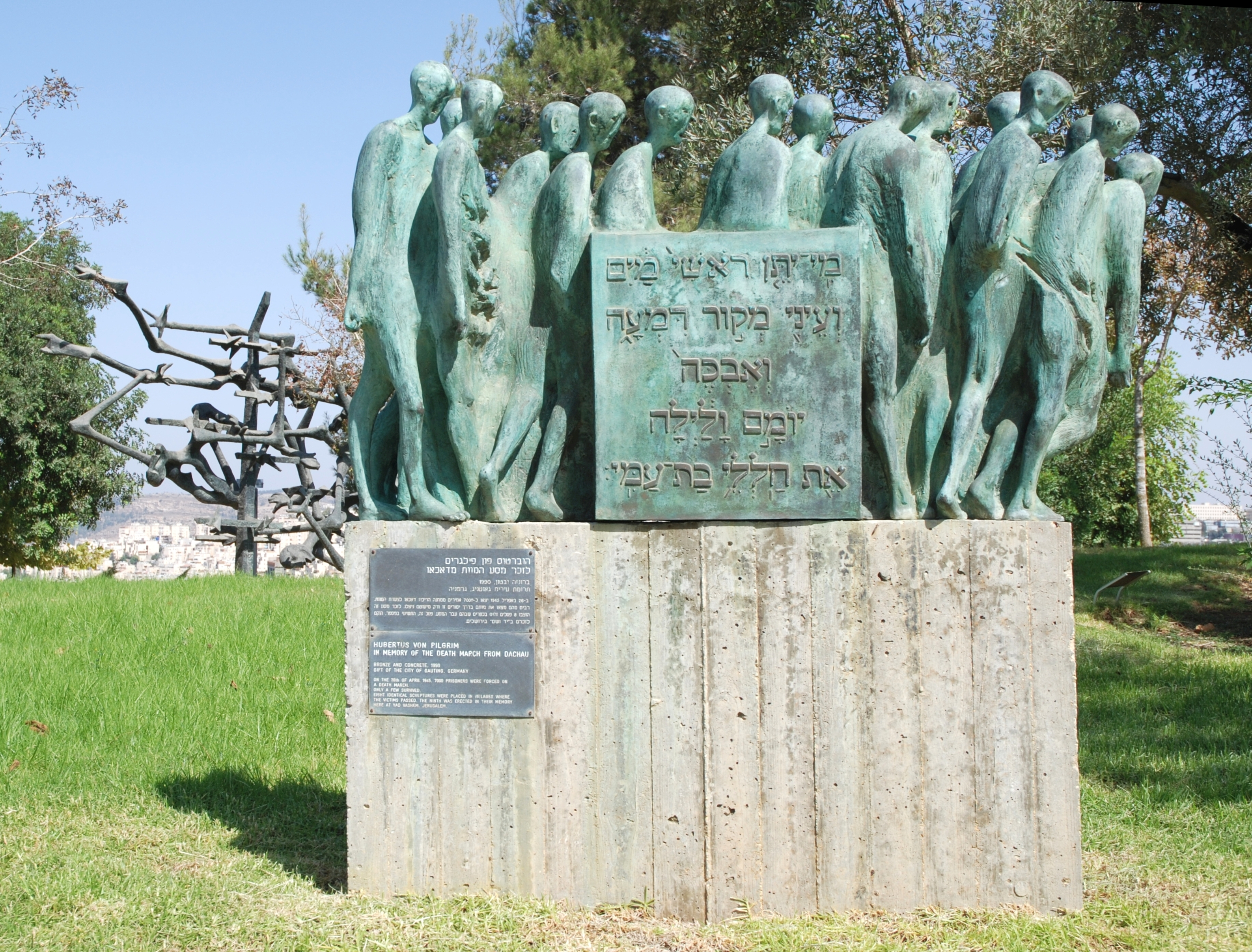
Мемориал Марш смерти в Яд Вашем в Иерусалиме. Автор памятника Хубертус фон Пилигрим

Марши смерти в период нацизма — перемещение заключённых концентрационных лагерей нацистской Германии на оккупированных территориях по мере приближения к ним войск союзников в лагеря внутри Германии.
Сначала заключённых вывозили поездами, затем заставляли идти пешком. Во время этих перемещений многие узники погибали от голода, холода, болезней, истощения сил и насилия охраны. Из-за массовой гибели заключённых во время пеших переходов и появилось название «марши смерти».

## Описание
Самые крупные «марши смерти» прошли зимой 1944—1945, когда Красная армия начала освобождение Польши. Всего на 15 января 1945 года в немецких концлагерях находилось 714 211 заключённых (511 537 мужчин
и 202 647 женщин). По подсчётам Мартина Брошата, треть этих заключённых погибла во время «маршей смерти». Нацисты убивали заключённых большими группами до, во время и после маршей. Иегуда Бауэр отмечает, что это число не учитывает многих дополнительных жертв, которые не числились в статистике узников на 15 января 1945 года.
В книге чехословацких авторов Ирены Мала и Людмилы Кубатовой «Марши смерти» содержится неполный список 52 «маршей смерти» из нацистских лагерей на основе материалов, собранных сразу после войны Администрацией помощи и восстановления Объединённых Наций.
Многие участники маршей смерти погибли также от бомбёжек союзной авиации. В частности, 3 мая 1945 года в гавани Любека британскими бомбардировщиками был потоплен корабль «Кап Аркона», на борту которого находились и погибли тысячи узников концлагерей.

## Крупнейшие марши смерти

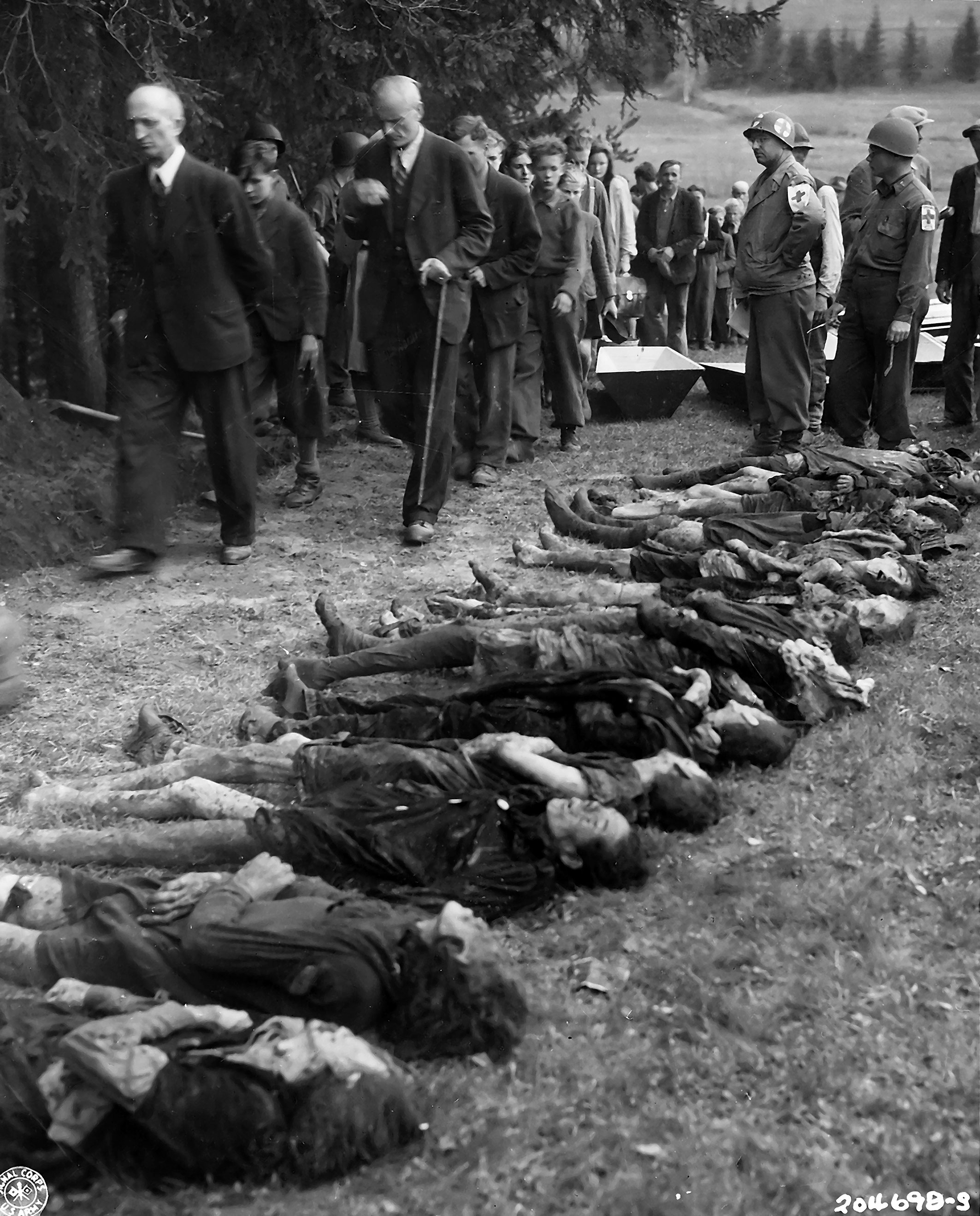
11 мая 1945 американские военные заставили немцев смотреть на жертв 300-километрового марша смерти по Чехословакии, большинство погибших — еврейские женщины

### Освенцим
За 9 дней до освобождения Освенцима Красной армией немцы отправили пешком десятки тысяч заключённых в Водзислав-Слёнски, на расстояние 56 километров, а затем поездами отвезли в другие лагеря. На 17 января 1945 года в Освенциме содержалось 66 020 заключённых. 18 января колонны заключённых в количестве около 60 тысяч человек вышли из лагеря, подгоняемые эсэсовцами. Они страдали от голода и холода, а охрана расстреливала отстающих. 15 тысяч узников погибли. Выжившие были размещены в лагерях на территории Германии и Австрии, в частности Флоссенбюрге, Заксенхаузене, Гросс-Розене, Бухенвальде, Дахау и Маутхаузене.

### Штуттгоф
25 января 1945 года началась эвакуация 50 тысяч заключённых из концлагеря Штуттгоф. Сначала их пригнали на побережье Балтийского моря, где часть расстреляли. Остальных направили в Лауенбург в Восточной Германии. В связи с наступлением Красной армии марш повернули обратно. В конце апреля 1945 года оставшихся пленных вывезли из Штуттгофа морем, при этом расстреляли ещё часть заключённых. Во время марша смерти из Штуттгофа погибла половина узников. Марш смерти из Штуттгофа описан в мемуарах Б. Сруоги «Лес Богов».

### Бухенвальд
Почти 30 тысяч заключённых концлагеря Бухенвальд и вспомогательных лагерей 7 апреля 1945 года было отправлено в марш смерти в связи с наступлением американских войск. Около трети узников погибло.

### Дахау
26 апреля 1945 года за 3 дня до освобождения концлагеря Дахау начался марш смерти 7000 узников на юг к Тегернзе. Многие участники марша погибли.
Утром 28 апреля узники были сосредоточены в лесу в 5 километрах от Вольфратсхаузена, там 29 апреля охранники убили 39 заключённых. Около 300 человек не смогли двигаться дальше и остались, а остальные были отправлены в Кёнигсдорф и далее в Бад-Тёльц и Вакирхен. На этом этапе также погибли десятки заключённых. 1—2 мая участники марша были освобождены американскими солдатами.